# Madame (chanson de Christophe Willem)
Singles de Christophe Willem
Rio
(2017) Restart
(2018)
Pistes de Rio
Rio Restart
Madame est une chanson du chanteur français Christophe Willem. Elle est sortie en 2018 et était le troisième extrait de son album Rio.

## Autour de la chanson
Le titre a été écrit par Christophe Willem et l'auteur-compositeur-interprète Igit, sur une mélodie composée par Willem et Aurélien Mazin. Les paroles sont un hommage à Latifa Ibn Ziaten, la mère d'Imad Ibn Ziaten, un sous-officier de l'armée française et la premère personne assassinée à Toulouse par le terroriste Mohammed Merah lors des attentats de mars 2012 en France. Après le décès de son fils, Latifa Ibn Ziaten a créé l'association Imad, engagée dans la promotion effective du vivre-ensemble et la lutte contre la radicalisation.
Le single a été publié en janvier 2018, suivi de la sortie du clip neuf mois plus tard. La vidéo, d'une durée de huit minutes, a été tournée à la salle de spectacle parisienne Élysée-Montmartre et réalisée par Clément Chabault. Elle met en scène le chanteur interprétant la chanson accompagné d'une chorale de gospel, avec la participation de Latifa Ibn Ziaten elle-même. Le clip se conclut par un texte qui souligne : « Au lieu de s'être terrée dans le silence, Latifa a réussi à transformer sa tristesse en véritable moteur ». À la suite de la sortie du clip, Ibn Ziaten a exprimé sa « grande joie » et son émotion sur Twitter, partageant son appréciation pour la manière dont Christophe Willem a su transmettre ses sentiments et son combat quotidien. En 2018, le chanteur devient le parrain de l'association.
Une version acoustique de Madame est disponible sur l'édition deluxe de l'abum Rio.
Christophe Willem a notamment interprété ce titre en septembre 2017 dans Le Grand Studio RTL et sur le plateau de l'émission belge 69 minutes sans chichis.

## Accueil critique et commercial
Fabien Randanne de 20 Minutes qualifie Madame de « morceau le plus sobre de Rio, et peut-être le plus mémorable ». Dans l'émission On n'est pas couché, le chroniqueur Yann Moix exprime des critiques concernant l'album Rio, mais met en avant la chanson Madame qu'il qualifie d'« extraordinaire ». Il poursuit en déclarant « qu'elle est très difficile à écrire et [qu']il n'y a aucune faute de goût dans cette composition », estimant qu'un jour, elle deviendra un classique. Alban Forlot de France Bleu décrit la chanson comme un « message poignant pour une chanson sublime ».
La chanson n'a pas réussi à se classer, ni dans le Top 50 français ni dans l'Ultratop 50 belge. Cependant, en Belgique francophone, le titre a atteint la 3e place du classement Ultratip, qui recense les chansons ayant le potentiel d'atteindre l'Ultratop mais qui ne l'ont pas encore fait.
Selon les estimations établies par le site InfoDisc fin 2018, le single Madame aurait réalisé 300 ventes.